# Vehicle compartit

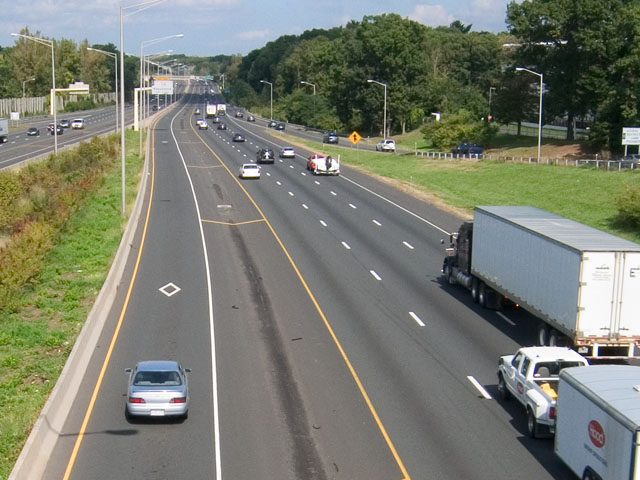
Carril separat per a ús exclusiu de vehicles d'alta ocupació (VAO), que dona preferència als participants de viatges compartits, en la Interestatal I-91, prop de Hartford, Connecticut, EUA

El vehicle compartit —també conegut pels termes en anglès carpool o carpooling— és la pràctica que consisteix a compartir un automòbil amb unes altres persones tant per a viatges periòdics com per a trajectes puntuals. Amb aquesta pràctica es pretén reduir la congestió de trànsit a les grans ciutats així com facilitar els desplaçaments a persones que no disposin de cotxe propi. A més, suposa una notable disminució d'emissions de CO2, en reduir el nombre de cotxes en les carreteres. Al seu torn, afavoreix les relacions socials entre persones que realitzen els mateixos recorreguts.
Aquest sistema és nou per a Amèrica, i especialment per a Mèxic. No obstant això, des de fa ja alguns anys s'està utilitzant a Europa aconseguint captivar l'atenció d'altres països que tenen la necessitat de disminuir els seus nivells de contaminació i de millorar l'economia dels seus habitants.
La pràctica del viatge compartit o compartir cotxe és un sistema cooperatiu que involucra diferents graus de regularitat i formalitat, i és una de les mesures d'administració de la demanda del transport més incentivades als Estats Units, Canadà i diversos països de la Unió Europea, per mitigar els problemes crònics de congestió de trànsit així com per aconseguir una reducció dels nivells de contaminació.
El més comú en el carpooling és que les empreses incentivin als seus treballadors en l'ús compartit del cotxe. La idea és reduir la despesa en combustible i que puguin compartir el seu cost, però també que els desplaçaments al treball no es realitzin en solitari, anant una mica més lligat a la companyia. D'aquesta manera, es redueix la congestió i frustració del tràfic durant el viatge.

## Participació de les despeses
El carpooling o viatge amb cotxe compartit implica que les despeses del viatge seran dividits en parts iguals entre tots els ocupants del vehicle (passatgers i conductor). El conductor no pretén guanyar diners, sinó compartir entre diverses persones les despeses d'un viatge que anava a realitzar de totes maneres. Les despeses a dividir comprenen fonamentalment el combustible i els possibles peatges encara que, si s'inclouen en el càlcul l'amortització de la compra i el manteniment del vehicle, l'assegurança i els impostos que paga el conductor, s'obté un cost d'uns 25 o 30 € per cada 100 km recorreguts (al voltant d'1$ per milla). Existeixen plataformes que faciliten l'ús compartit de cotxes, connectant a persones que busquen respectivament passatgers i conductors. Generalment, el preu d'una plaça per realitzar cert trajecte, és fixat pel conductor i acceptat pels passatgers, que es posen d'acord en la plataforma abans de començar el viatge.
La segona generació d'aquestes plataformes, està dissenyada per gestionar en temps real els recorreguts urbans, usant els telèfons intel·ligents dels viatgers, i fa possible que el vehicle vagi ocupant les seves places lliures sobre la marxa, recollint i lliurant passatgers al llarg de tot el seu recorregut (i no només des d'un punt d'origen i destinació comuna per tots ells). Aquest sistema efectua automàticament un repartiment equitatiu de les despeses de viatge, permetent que cada passatger retorni al conductor la part justa, d'acord amb l'aprofitament que ha obtingut realment del vehicle, que és proporcional a la distància recorreguda pel passatger, i al nombre de persones amb els qui ha compartit el viatge.

## Beneficis de compartir viatges en acte
El benefici més obvi de compartir de compartir cotxe és el de la reducció de despeses per a cadascun dels usuaris. Un conductor que viatja només en el seu acte pot estalviar fins a un 75% de la seva despesa portant tres passatgers.
El segon benefici està relacionat a la qualitat de viatge: viatjar en automòbil és més ràpid i còmode que viatjar en transport públic. Per al passatger que, de no compartir acte hagués conduït el seu automòbil, viatjar com a passatger implica deslligar-se de l'obligació de conduir i evitar la molèstia de trobar lloc per a estacionament. Al seu torn implica que en lloc de circular dos cotxes circula només un, amb tot l'estalvi energètic que això implica.
Finalment, la reducció del trànsit té beneficis múltiples per al conjunt de la societat: es redueixen les emissions de CO2; es redueix la contaminació atmosfèrica, visual i auditiva; es redueixen els problemes d'aparcament i les demores o embotellaments per a tots els automobilistes. La reducció dels embussos de tràfic és especialment beneficiosa, ja que aquests multipliquen per tres o quatre el temps de viatge i fan que el cotxe consumeixi i contamini un 80% més.